# Josef Balcar
Josef Balcar (22. května 1834, Luže – 3. června 1899 Praha) byl český pedagog.
Po absolvování hlavní školy v Litomyšli nastoupil do učitelského ústavu v Hradci Králové. Pak navštěvoval přípravný kurz na pražské polytechnice a kurz pro kandidáty učitelství pro nižší reálky. Byl pak ustanoven učitelem na reálné škole v Mostě. Později působil jako soukromý učitel a učitel na řadě pražských škol. Od roku 1876 byl ředitelem novoměstské školy dívčí.
Je autorem knih Všeobecný počtář pro školu a dům (1862) a Příprava k perspektivě.
Zemřel roku 1899 a byl pohřben na Olšanských hřbitovech.